# Рейнджер (Техас)
Рейнджер (англ. Ranger) — місто (англ. city) в США, в окрузі Істленд штату Техас. Населення — 2300 осіб (2020).

## Географія
Рейнджер розташований за координатами 32°28′10″ пн. ш. 98°40′31″ зх. д. / 32.46944° пн. ш. 98.67528° зх. д. (32.469311, -98.675315). За даними Бюро перепису населення США в 2010 році місто мало площу 18,46 км², з яких 18,12 км² — суходіл та 0,34 км² — водойми.

## Демографія
Згідно з переписом 2010 року, у місті мешкало 2468 осіб у 914 домогосподарствах у складі 560 родин. Густота населення становила 134 особи/км². Було 1256 помешкань (68/км²). 
Расовий склад населення:
| - 85,5 % — білих - 3,5 % — чорних або афроамериканців - 1,2 % — корінних американців - 0,2 % — азіатів - 7,5 % — осіб інших рас |

До двох чи більше рас належало 2,1 %. Іспаномовні становили 16,6 % усіх жителів.
За віковим діапазоном населення розподілялося таким чином: 22,9 % — особи молодші 18 років, 60,9 % — особи у віці 18—64 років, 16,2 % — особи у віці 65 років та старші. Медіана віку мешканця становила 35,4 року. На 100 осіб жіночої статі у місті припадало 93,4 чоловіків; на 100 жінок у віці від 18 років та старших — 92,8 чоловіків також старших 18 років.
Середній дохід на одне домашнє господарство становив 37 792 долари США (медіана — 31 250), а середній дохід на одну сім'ю — 44 663 долари (медіана — 35 077). Медіана доходів становила 38 972 долари для чоловіків та 23 958 доларів для жінок. За межею бідності перебувало 12,6 % осіб, у тому числі 14,4 % дітей у віці до 18 років та 14,1 % осіб у віці 65 років та старших.
Цивільне працевлаштоване населення становило 795 осіб. Основні галузі зайнятості: освіта, охорона здоров'я та соціальна допомога — 30,7 %, роздрібна торгівля — 24,2 %, виробництво — 9,3 %, сільське господарство, лісництво, риболовля — 9,3 %.